# إدي براون (لاعب كرة قاعدة)
إدي براون (بالإنجليزية: Eddie Brown)‏ هو لاعب كرة قاعدة أمريكي، ولد في 17 يوليو 1891 في ميليغان في الولايات المتحدة، وتوفي في 10 سبتمبر 1956 في فاليجو في الولايات المتحدة.

## وصلات خارجية
- إدي براون على موقعبيزبول رفرنس.كوم (الدوري الرئيسي) (الإنجليزية)
- إدي براون على موقعبيزبول رفرنس.كوم (الدوري الثانوي) (الإنجليزية)